# Русская партия Эстонии
Ру́сская па́ртия Эсто́нии (эст. Vene Erakond Eestis) — существовавшая до 2012 года политическая национально-демократическая партия в Эстонии, ориентировавшаяся на защиту интересов русского меньшинства. Участник Федерации русских партий Европы. 
Основана в 1993 г. как Русский национальный союз, видела себя преемницей «Русского Национального Союза в Эстонии», основанного 23 августа 1920 года. В 1940 году деятельность РНС была запрещена, его руководство и много рядовых членов было репрессированы. Был расстрелян депутат Рийгикогу и Национального собрания Александр Ефимович Осипов, и многие другие. 
Нынешнее название — с 1994 г. После парламентских выборов в 1995 году партия была представлена в Рийгикогу. В разное время была представлена в Таллинском городском собрании (где была создана Русская фракция), Палдиски, Нарве, Калласте, Маарду.
В 2003 и 2007 гг. на выборах в Рийгикогу не смогла преодолеть необходимый барьер в 5 %, набирая по 0,2 % голосов. На выборах Европарламента в 2009 году набрала 0,32 % голосов.
В прошедших 6 марта 2011 года выборах в Рийгикогу партия участвовала в составе единого русского списка (так называемой «русской сборной»), в состав которой входили такие общественно-политические деятели Эстонии, как Димитрий Кленский, Андрей Лобов и Юрий Мишин. Список не набрал достаточного количества голосов для попадания в парламент.
До 2002 года, когда к РПЭ присоединились Русско-балтийская партия Эстонии, «Единство Эстонии» и Русская партия единства, лидером партии был Николай Маспанов.
Председатель с 2002 года — Станислав Черепанов (ранее лидер РБПЭ).
В декабре 2011 года совет партии одобрил договор об объединении с Социал-демократической партией, подписание которого было намечено на январь 2012 года. В январе и феврале 2012 года съезды обеих партий утвердили объединение под названием СДПЭ. В мае 2012 года партия была официально снята с регистрации в связи со слиянием с социал-демократами.